# Henri Gervex
Henri Gervex   (Montmartre, 10 de setembre de 1852 - 17è districte de París, 7 de juny de 1929) va ser un pintor francès que va estudiar pintura amb Alexandre Cabanel, Pierre-Nicolas Brisset i Eugène Fromentin.

## Biografia
Primers anys
Era fill de Joséphine Peltier i de Félix Nicolas Gervex, fabricant de pianos. Quan tenia 15 anys, un amic de la família el va ajudar a ingressar a al taller de Pierre-Nicolas Brisset. Tres anys després, va servir al 152è Batalló de la Guàrdia Nacional. El 1871 va ser acceptat a "l'École des Beaux-Arts" de l'estudi d'Alexandre Cabanel, on va estudiar durant cinc anys juntament amb Jean-Louis Forain, Fernand Cormon i Eugène Damas, paisatgista. També va aprendre al taller del pintor orientalista Eugène Fromentin.

## Debut
Els seus primers treballs pertanyien gairebé exclusivament al gènere mitològic, que servia d’excusa per a la pintura del nu, però no sempre del millor gust. La seva Rolla de 1878, basada en un poema d'Alfred de Musset, va ser rebutjada pel jurat del Salon de Paris per immoralitat, ja que representava una escena del poema d'una prostituta nua després de tenir relacions sexuals amb el seu client.
Gervex va ser un dels molts amants entretinguts per la famosa cortesana Valtesse de La Bigne. La seva relació va ser llarga i profunda, amb Gervex que incloïa la bellesa de cabells daurats en la seva peça d'art anomenada El matrimoni civil de 1881; aquí Valtesse De la Bigne es vesteix de cap a peus de blau, el seu color preferit, ja que simbolitza la reialesa, al costat d'un home de pèl fosc i amb bigoti. Un altre quadre de La Bigne va inspirar Émile Zola en la creació de la seva heroïna per a la novel·la Nana, i el mateix Gervex va ser el model del personatge d'un pintor oportunista que apareix a la novel·la de Zola L'Œuvre (The Work [of Art], 1886).]
Posteriorment, Gervex es va dedicar a les representacions de la vida moderna i va assolir un gran èxit amb el seu doctor Péan a la Salpétrière ("L'operació"), una paràfrasi modernitzada, per dir-ho així, de la lliçó d'Anatomia de Rembrandt.

## Carrera
Li van confiar diverses pintures oficials importants i la decoració d'edificis públics. Entre els primers es troben "The Distribution of Awards" (1889) al "Palais de l'Industrie", "The Coronation of Nicolas II", "The Mayors" Banquet (1900) i el grup de retrats "La République Française"; i, entre els segons, el sostre de la "Salle des Fêtes" (sala de ball) de "l'Hôtel de Ville", París, i els panells decoratius pintats conjuntament amb Emile-Henri Blanchon per a la regió del 19è districte, París. També va pintar, amb Alfred Stevens, un panorama, La història del segle (1889). El "Musée du Luxembourg" guarda el seu quadre Sàtir esportiu amb un batxillerat, així com els grans membres del jurat del saló (1885). Altres imatges d'importància, a més de nombrosos retrats en olis i pastel, són El naixement de Venus, Comunió a l'església de la Trinitat, Retorn de la pilota, Diana i Endimió, Feina, Matrimoni civil, Als ambaixadors, Navegació a l'arxipèlag, Nana i Maternitat.
Entre els seus alumnes més coneguts s'hi compten; Jacques-Émile Blanche (1861-1942) - Georges Dubosc (1854-1927) - Henry Gerbault (1863-1930).
El 1913 va ser elegit a l'Académie des Beaux-Arts.

## Aclariment
- Aquest article incorpora text d’una publicació que ja és de domini públic: Chisholm, Hugh, ed. (1911). "Gervex, Henri". Encyclopædia Britannica. 11 (11a ed.). Cambridge University Press. pàg. 908.